# تشارلز فيربيرن
تشارلز فيربيرن هو سياسي كندي، ولد في 4 يوليو 1837، وتوفي في 26 أبريل 1911. نشط حزبياً في حزب كندا المحافظ. وقد انتخب عضو مجلس العموم الكندي.